# Classical Mushroom (EP)
Classical Mushroom è il primo EP del duo Psychedelic Trance Infected Mushroom pubblicato il 14 novembre 2000 da Balloonia Ltd.

## Tracce
1. Sailing In The Sea Of Mushroom – 8:18
2. Mush Mushi – 7:36
3. None Of This Is Real (Guitar – Crazy Dan) – 6:22